# Cosas que nunca te dije
Cosas que nunca te dije es una película hispano-estadounidense de Isabel Coixet rodada en Estados Unidos.

## Reparto
- Lili Taylor como Ann.
- Andrew McCarthy como Don Henderson.
- Peggy West como una chica con cámara.
- Leslie Mann como Laurie.
- Sherilyn Lawson como la vendedora de helados.
- Linda Ruth Goertz como Aurora.
- Kathryn Hurd como Muriel.
- Chanda Watts como la enfermera de Ann.
- Kathleen Edwards como Dr. Lewis
- Alexis Arquette como Paul
- Seymour Cassel como Frank.

## Sinopsis
Ann, una dependienta de una tienda de fotografía, se ha trasladado a una ciudad que le es ajena para estar cerca de Bob. Pero un día él la llama para cortar su relación con ella y Ann intenta suicidarse. Al salir del hospital la enfermera le recomienda que llame al "teléfono de la esperanza", donde trabaja como voluntario Don, un vendedor de casas que la ayuda por teléfono.

## Comentarios
"Preciosa película" (Carlos Boyero: Diario El Mundo) 
"Sólido guion, inteligente, sutil" (Antonio Albert: Cinemanía) 
"Arriesgada, fresca, desinhibida e irreverente radiografía de la soledad y la derrota (...) Maravillosa Lili Taylor" (Fernando Morales: Diario El País) 
"Película delicada, con diálogos espléndidos, y una estética muy bella" (María Casanova: Cinemanía) 
Según la revista Fotogramas, la mejor película española de 1996. (Film Affinity) 

## Premios
Medallas del Círculo de Escritores Cinematográficos
| Año  | Categoría            | Premiada      | Resultado |
| ---- | -------------------- | ------------- | --------- |
| 1996 | Mejor guion original | Isabel Coixet | Ganadora  |

Otros premios
- Premio ADIRCAE por mejor director, Isabel Coixet.
- Fotogramas de Plata por mejor película.
- Film Award por mejor director, Isabel Coixet.
- Premio Sant Jordi a la mejor película española;[2]
- Mejor actriz para Lili Taylor
- Premio Silver Alexander para Isabel Coixet.
- Premio de la Audiencia por Mejor película española.